# Kepunten
Kepunten is een bestuurslaag in het regentschap Sidoarjo van de provincie Oost-Java, Indonesië. Kepunten telt 2453 inwoners (volkstelling 2010).